# 데카폴
데카폴(Décapole, 데카폴리스[Dekapolis]) 또는 10도시 연맹(Zehnstädtebund)은 1354년 알자스 지역의 신성 로마 제국의 10개의 제국령 도시들이 그들의 권리를 유지하고자 창설한 동맹이며, 1679년에 해산되었다.
|          |        |            |        |          |
| 콜마르   | 아그노 | 케제르베르 | 뮐루즈 | 뮝스테르 |
|          |        |            |        |          |
| 오베르네 | 로하임 | 셀레스타   | 투르켐 | 비상부르 |

1354년에 신성 로마 제국의 황제 룩셈부르크의 카를 4세는 아그노, 콜마르, 비상부르, 투르켐, 오베르네, 케제르베르, 로하임, 묑스테르, 셀레스타, 뮐루즈등 도시들의 연합을 다루는 조약을 체결하였다. 아그노는 동맹의 수도가 되었고 반면 제국 도시인 스트라스부르는 동맹 회의의 장소가 되었음에도 데카폴에 속하지는 않았다. 셀츠가 1357년에 제국 자유령 지위를 얻고 동맹에 참여했으나, 1414년에 팔츠 선제후국에 합병된후 탈퇴하고 말았다.
1378년에 카를의 사망후 첫 동맹이 중단되었으나, 그 다음 해에 다시 세워졌다. 10개 도시들은 1500년에 라인 강 상류 관구에 참여했다. 1515년에 뮐루즈가 구스위스 연방에 가입하기 위하여 데카폴을 떠났다. 데카폴은 1521년에 팔츠 지역의 란다우를 받아들이며 대체하였다.
데카폴은 알자스 지역을 파괴한 30년 전쟁으로 인한 심각한 피해를 받았고, 1648년의 베스트팔렌 조약에 따라 데카폴의 도시들이 프랑스의 루이 14세에게 정복되고 말았다. 1679년에 있었던 네이메헌 조약의 체결은 알자스가 프랑스에 합병되면서 마침내 데카폴의 종말을 가져왔다. 뮐루즈는 독립 도시 상태로 남았고 1798년까지 스위스 연방의 월경지로 남았으며 결국에는 프랑스 제1공화국에 합병되었다. 팔츠와 함께 란다우는 1815년 빈 회의 이후 바이에른에 귀속되었다.

## 같이 보기
- 롬바르디아 동맹
- 한자 동맹
- 슈바벤 동맹
- 루사티아 동맹